# 陈居仁

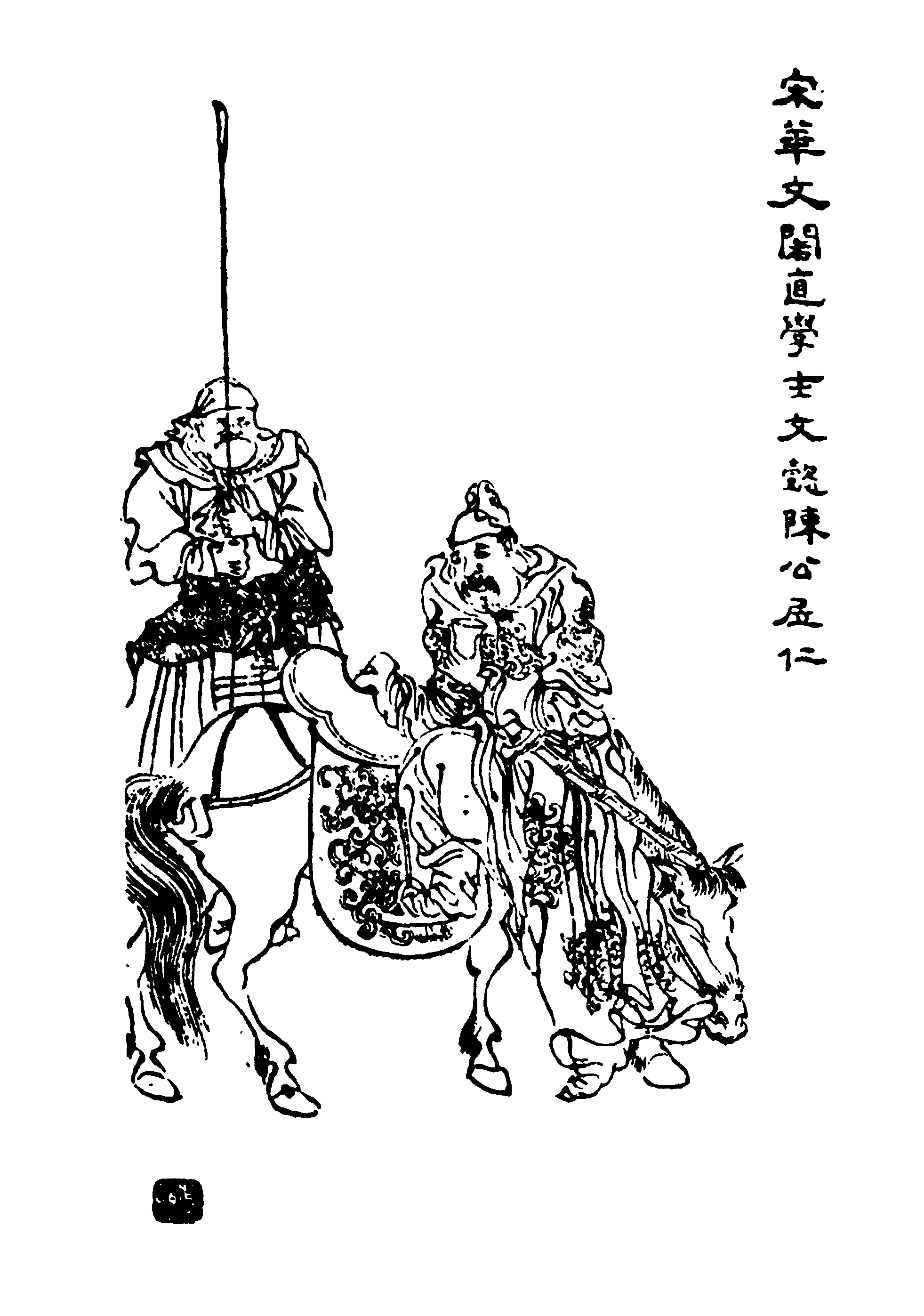
宋華文閣直學士文懿陳公居仁（清代畫家虞琴所繪，出自《四明人鑑》）

陈居仁(1129年—1197年)，字安行。宋朝福建莆田人。

## 生平
父陈膏自莆田徙居四明（今浙江宁波），与四明汪氏联姻，遂入籍鄞县。生于鄞县，以父荫授铅山縣尉。绍兴二十一年（1151年），趙逵榜進士及第。權相秦桧与其父生前有交情，有人劝他去拜见。他却回应：“是有命焉。”終不为所动。移永豐縣令，入監行在點檢贍軍激賞酒庫所糴場，詔修《高宗聖政》，充檢討官。金兵侵淮北，陈居仁陪宗正少卿魏杞出使交涉。历将作监丞，乾道九年（1173年）封秘书丞、权礼部郎官。淳熙四年（1177年），出任徽州（今安徽南部）知州，離任時，“父老或送別數十里外”。淳熙十二年（1185年），任起居郎兼权中书舍人。以集英殿修撰知鄂州，绍熙三年，進煥章閣待制，移建寧府，時值饥荒之年，居仁放出储备粮，平抑粮价，又得知當地一位柳姓觀察推官病死，其遺孀與二子皆淪為乞丐，他努力照料之。紹熙五年，鎮江大旱，又移守鎮江，所存活数万计。庆元三年（1197年），奉诏回京，加寶文閣待制、知福州，官至华文阁直学士，提举太平兴国宫。因病去世。谥文懿。学者称菊坡先生。

## 家庭
- 五子陈卓，南宋大臣
- 孙陈允平，著名词人[6]